# كلية اللوفر
كلية اللوفر (بالإنجليزية: École du Louvre)‏  هي كلية جامعية، تأسست في 1882، في فرنسا، وكان مؤسسها هو جول فيري، وهي عضوة في HESAM University Group ‏، بلغ عدد طلابها 1200.